# توشیو اوسامی
توشیو اوسامی (ژاپنی: 宇佐美 敏夫؛ ۲۲ فوریهٔ ۱۹۰۸ – ۱ ژوئن ۱۹۹۱) بازیکن هاکی روی چمن اهل ژاپن بود.